# Inver Grove Heights
Inver Grove Heights és una població dels Estats Units a l'estat de Minnesota. Segons el cens del 2000 tenia 29.751 habitants.

## Demografia
Segons el cens del 2000, Inver Grove Heights tenia 29.751 habitants, 11.257 habitatges, i 7.924 famílies. La densitat de població era de 401,1 habitants per km².
Dels 11.257 habitatges en un 37,3% hi vivien nens de menys de 18 anys, en un 56,4% hi vivien parelles casades, en un 10,3% dones solteres, i en un 29,6% no eren unitats familiars. En el 21,5% dels habitatges hi vivien persones soles el 4,7% de les quals corresponia a persones de 65 anys o més que vivien soles. El nombre mitjà de persones vivint en cada habitatge era de 2,62 i el nombre mitjà de persones que vivien en cada família era de 3,09.
Per edats la població es repartia de la següent manera: un 27,3% tenia menys de 18 anys, un 9,2% entre 18 i 24, un 33,9% entre 25 i 44, un 21,7% de 45 a 60 i un 7,8% 65 anys o més.
L'edat mediana era de 34 anys. Per cada 100 dones de 18 o més anys hi havia 94,5 homes.
La renda mediana per habitatge era de 59.090 $ i la renda mediana per família de 68.629 $. Els homes tenien una renda mediana de 45.369 $ mentre que les dones 32.080 $. La renda per capita de la població era de 25.493 $. Entorn del 3% de les famílies i el 4,2% de la població estaven per davall del llindar de pobresa.

## Poblacions més properes
El següent diagrama mostra les poblacions més properes.